# Börde-Hakel
Börde-Hakel ist eine Gemeinde im Salzlandkreis in Sachsen-Anhalt. Die Gemeinde Börde-Hakel gehört der Verbandsgemeinde Egelner Mulde an.
Börde-Hakel wurde am 1. Januar 2010 aus dem freiwilligen Zusammenschluss der Gemeinden Etgersleben, Hakeborn und Westeregeln gebildet.
Der Zusammenschluss erfolgt vor dem Hintergrund der Gemeindegebietsreform in Sachsen-Anhalt und der im Begleitgesetz festgeschriebenen Mindestanzahl von 1000 Einwohnern in Gemeinden, die einer Verbandsgemeinde angehören.

## Ortsteile
- Etgersleben
- Hakeborn
- Westeregeln